# The Dressmaker (película de 2015)
The Dressmaker es una comedia dramática australiana estrenada en 2015, coescrita y dirigida por Jocelyn Moorhouse, basada en la novela homónima de Rosalie Ham, publicada en el año 2000. Está protagonizada por Kate Winslet como la modista, Myrtle "Tilly" Dunnage, quien regresa a un pequeño pueblo australiano para cuidar de su madre enferma y mentalmente inestable. La película fue cofinanciada internacionalmente entre Australia y Estados Unidos. El acento vocal de Winslet, un acento australiano, fue elogiado universalmente, y es considerado como uno de los mejores acentos australianos hechos por un actor no nativo de Australia.
El proyecto se concibió por primera vez en el año 2000, y Ham escribió un tratamiento que no se desarrolló. Sue Maslin compró los derechos de la novela y contrató a Moorhouse para dirigir y escribir el guion. La producción se llevó a cabo en Melbourne y en otras locaciones de Victoria, Australia, a finales de 2014. La película tuvo su estreno mundial en el Festival Internacional de Cine de Toronto el 14 de septiembre de 2015, y se estrenó en cines el 29 de octubre de 2015 en Australia y Nueva Zelanda. Debutó en el puesto número 1 en las taquillas de dichos países, se convirtió en la segunda película australiana más taquillera de 2015, y la decimosexta película más taquillera de todos los tiempos en la taquilla australiana.

## Argumento
En 1926, en la ciudad ficticia de Dungatar, en el interior del país, la estudiante de 10 años Myrtle Dunnage es culpada por la muerte de su compañero de clase Stewart Pettyman y enviada lejos de casa por el sargento de la policía de Victoria, Horatio Farrat.
25 años después, en 1951, Myrtle, ahora una modista formada en alta costura llamada Tilly, regresa a Dungatar. Tilly no recuerda nada acerca de la muerte de Stewart, y su madre Molly, enferma mentalmente y viviendo en la miseria, ni siquiera la recuerda.
En el partido final de fútbol australiano local, los jugadores de Dungatar se distraen con el vestido rojo de alta costura que Tilly está usando. Teddy McSwiney se lo objeta, y ella lo cambia por un atuendo negro, aunque igualmente atractivo. Cuando los equipos cambian de lado del campo, los hombres de Winyerp son los distraídos, y Dungatar gana. Tilly acepta hacer un vestido para Gertrude Pratt para el próximo baile de futbolistas, a cambio de la verdad. Gertrude revela que le dijo a Stewart dónde se escondía Tilly ese fatídico día.
En el baile, una Gertrude transformada capta la atención de William Beaumont, y más tarde se comprometen. Impresionadas, las mujeres del pueblo encargan vestidos extravagantes a Tilly, y Teddy busca una relación romántica con ella.
El sargento Farrat le confiesa a Tilly que el padre de Stewart, Evan, un concejal del pueblo, lo chantajeó por ser en secreto, un travesti. Ambos se unen en su pasión compartida por la ropa de diseñador. Evan recluta a la incompetente Una Pleasance para competir con Tilly, pero cuando Gertrude la contrata para crear su vestido de novia, la gente del pueblo regresa con Tilly.
Farrat, sobornado con una boa, deja que Tilly lea la declaración de testigo dada por su exmaestra de escuela, Beulah Harridiene. Ella se enfrenta a Beulah, quien admite que ni siquiera estaba allí. Tilly le cuenta esto a Farrat en la recepción de la boda de Gertrude, pero él sigue convencido a regañadientes de que Tilly mató a Stewart. Todos los demás tenían una coartada. También revela que Evan es el padre de Tilly. Ella huye, y Teddy la sigue después de calmar a su hermano con discapacidad del desarrollo, Barney, quien grita histéricamente que Tilly "se movió" cuando Stewart murió.
En la escuela, Teddy la ayuda a recordar cómo murió Stewart. Amenazó con asesinar a su madre si no se apoyaba contra una pared. La atacó de cabeza, pero ella se hizo a un lado y Stewart se rompió el cuello. Barney presenció esto desde el silo de la ciudad, pero temía que la gente pensara que estaba mintiendo. Tilly y Teddy hacen el amor en su caravana y planean casarse. Se sientan en lo alto del silo y Teddy demuestra que no cree en su maldición saltando dentro. Se hunde en el grano de sorgo y se asfixia.
Molly les cuenta a las mujeres del pueblo que Teddy murió tratando de demostrar que su amor era más fuerte que su odio. Molly atiende a la afligida Tilly y le cuenta que Evan la envió lejos para lastimar a Molly. Alienta a Tilly a usar su arte contra la gente del pueblo. Molly sufre un derrame cerebral y muere. Mientras Tilly y Farrat están en su velorio, Beulah husmea en la casa. Tilly, ebria, lastima a Beulah cuando arroja un tocadiscos desde su terraza. El sargento Farrat envía a Beulah a un sanatorio en Melbourne.
Percival Almanac, el químico sádico del pueblo, se ahoga en un estanque detrás de su casa. Su esposa, Irma, está bajo la influencia de los brownies de cannabis extra fuertes que Molly horneó para aliviar su dolor de artritis. El sargento Farrat asume la culpa por el cannabis y el travestismo, y es arrestado.
Tilly le revela la verdad sobre Evan a su esposa, Marigold. Cuando él amenaza con internarla, ella le corta el tendón de Aquiles y lo deja desangrarse hasta morir. Mientras tanto, en la competencia de Eisteddfod en Winyerp, los habitantes del pueblo descubren que Tilly creó los encantadores trajes de los otros competidores. Su propia producción de Macbeth está condenada al fracaso por la pérdida de Evan y Marigold.
Tilly declara que ya no está maldita, prende fuego a su casa y envía un rollo de tela roja empapada en parafina rodando colina abajo hacia el pueblo. Los habitantes del pueblo regresan y encuentran Dungatar en ruinas. Tilly está en el tren, rumbo a París, vía Melbourne.

## Elenco
- Kate Winslet como Myrtle "Tilly" Dunnage
  - Darcey Wilson como la joven Myrtle
- Judy Davis como Molly Dunnage
  - Lucy Moir como la joven Molly
- Liam Hemsworth como Teddy McSwiney
- Hugo Weaving como Sargento Horatio Farrat
- Sarah Snook como Gertrude "Trudy" Pratt
  - Olivia Sprague como la joven Gertrude
- Sacha Horler como Una Pleasance
- Caroline Goodall como Elsbeth Beaumont
- James Mackay como William Beaumont
- Rebecca Gibney como Muriel Pratt
- Shane Bourne como Evan Pettyman
- Alison Whyte como Marigold Pettyman
- Barry Otto como Percival Almanac
- Julia Blake como Irma Almanac
- Kerry Fox como Beulah Harridiene
- Gyton Grantley como Barney McSwiney
  - Alex de Vos como el joven Barney
- Genevieve Lemon como Mae McSwiney
- Shane Jacobson como Alvin Pratt
- Tracy Harvey como Lois Pickett
- Terry Norris como Septimus Crescent
- Amanda Woodhams como Nancy Pickett
  - Grace Rosebirch como la joven Nancy
- Stan Leman como Edward McSwiney
- Rory Potter como Stewart Pettyman
- Hayley Magnus como Prudence Harridiene
- Mark Leonard Winter como Reginald Blood
- Simon Maiden como Fotógrafo

## Recepción

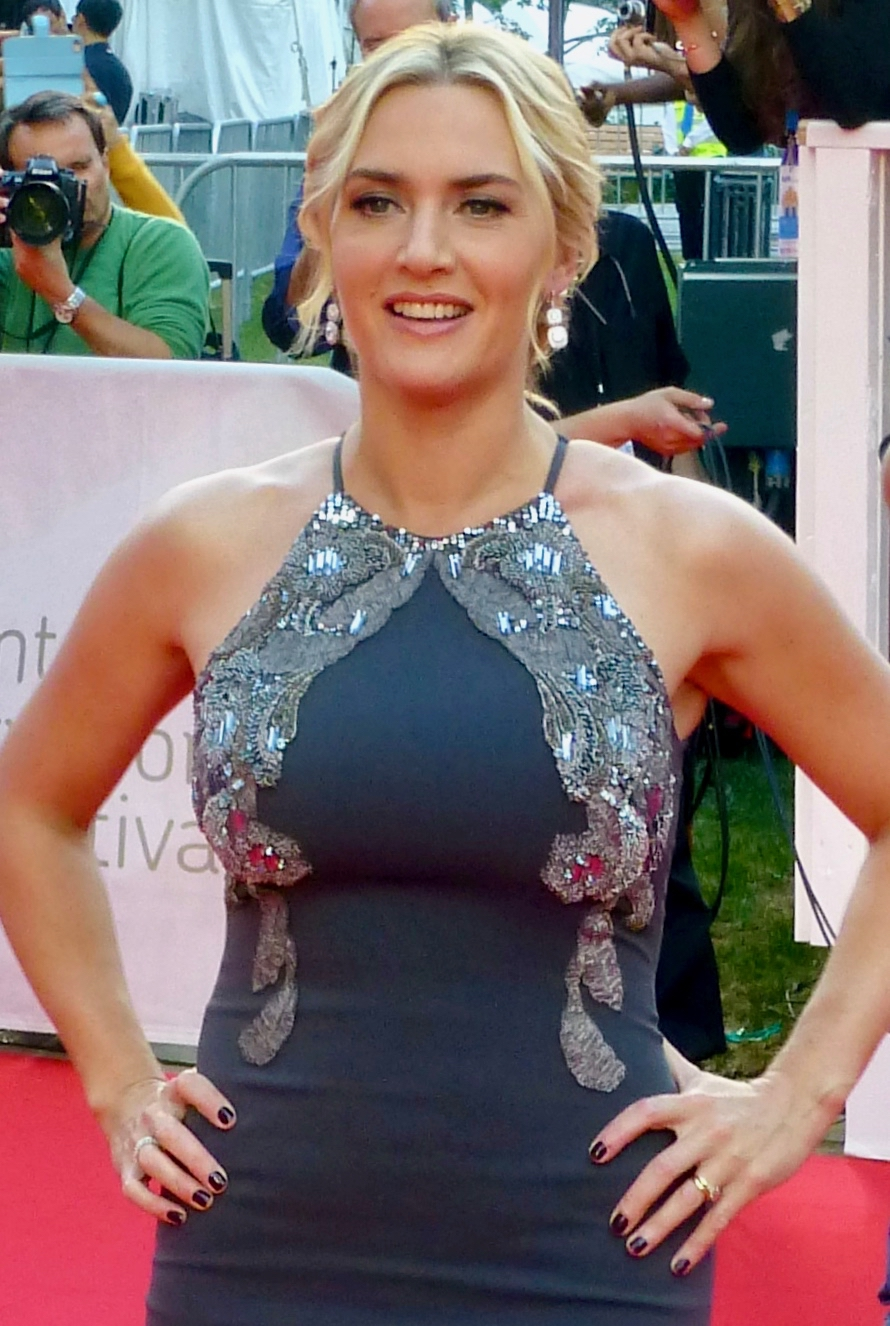
Kate Winslet en la premier de The Dressmaker en el Festival Internacional de Cine de Toronto de 2015. Su interpretación fue aclamada por la crítica, a pesar de que la película recibió críticas mixtas.

La película recibió críticas mixtas, según el sitio web Rotten Tomatoes, tiene un índice de aprobación del 60%, basado en 141 reseñas con una puntuación promedio de 6/10. El consenso crítico del sitio dice: "The Dressmaker cuenta con una sólida actuación central de Kate Winslet y una cautivadora variedad de rarezas narrativas, lo cual puede o no ser agradable para los espectadores". Metacritic le otorgó una puntuación de 47 sobre 100, basada en 27 críticos, lo que indica "críticas mixtas o promedio".
Justin Chang de Variety le dio a la película una crítica positiva, diciendo que, "la adaptación de Moorhouse de la novela de Rosalie Ham del 2000 puede llevar al público a esperar una película más educada y de mejor comportamiento basándose solo en su título, pero eso no significa que no los hará reír a carcajadas", y elogió las actuaciones de Winslet y Davis: "Winslet, una actriz difícil de contrariar bajo cualquier circunstancia, nos tiene en la palma de su mano desde el momento en que entra en escena, luciendo como un ángel vengador bañado en las oscuras sombras de los años 50", y "Davis, cuya actuación de una vieja matriarca bebedora de alcohol, adicta a la demencia, y de lengua infernalmente afilada, es lo suficientemente divertida como para hacer que uno se pregunte, que más podría haber hecho con el papel de Violet Weston en August: Osage County, en la pantalla o en el escenario". Sarah Ward, de Screen International, señaló: "La comedia ligera, el drama romántico, los secretos de un pueblo pequeño, y los planes de venganza pueden no parecer una combinación fácil o ganadora; sin embargo, en The Dressmaker, la combinación encaja". También elogió el vestuario de la película, diciendo que "el intrincado trabajo de las diseñadoras de vestuario Marion Boyce y Margot Wilson es claramente fundamental". Richard Ouzounian de Toronto Star le dio cuatro de cuatro estrellas, calificándola como "un verdadero estilo de bravura que logra servir como tragedia de venganza, comedia romántica y entretenimiento con estilo a la vez" y dijo: "Winslet está sensacional como Tilly Dunnage, y Davis es sublime". Jon Frosch, en su reseña para The Hollywood Reporter, dijo: "The Dressmaker está tan lejos de ser una película imprescindible como uno podría imaginar, pero, a pesar de todos sus defectos claramente evidentes, gran parte de ella califica como un placer culpable brillante".